# أندخوي (مدينة)
أندخوي (الدرية: اندخوی، البشتوية: اندخوی ولسوالۍ) هي مدينة تقع في الجزء الشمالي من أفغانستان، ويبلغ عدد سكانها حوالي 47,857 نسمة. وهي تشمل جميع المجموعات العرقية الرئيسة في البلاد. تعتبر المدينة عاصمة مقاطعة أندخوي [الإنجليزية] في ولاية فارياب. تبلغ مساحتها حوالي 35 كيلومتر (22 ميل) من مسافة القيادة جنوب غرب المعبر بين أقينا [الإنجليزية] وإمام نظر [الإنجليزية] الحدودي بين أفغانستان وتركمانستان. توجد أيضًا محطّة سكة حديد [الإنجليزية] في المدينة، والتي تم افتتاحها مؤخرًا لأغراض الاستيراد والتصدير مع تركمانستان المجاورة. يعد مطار شيبرغان في ولاية جوزجان المجاورة أقرب مطار إلى أندخوي.

## التاريخ

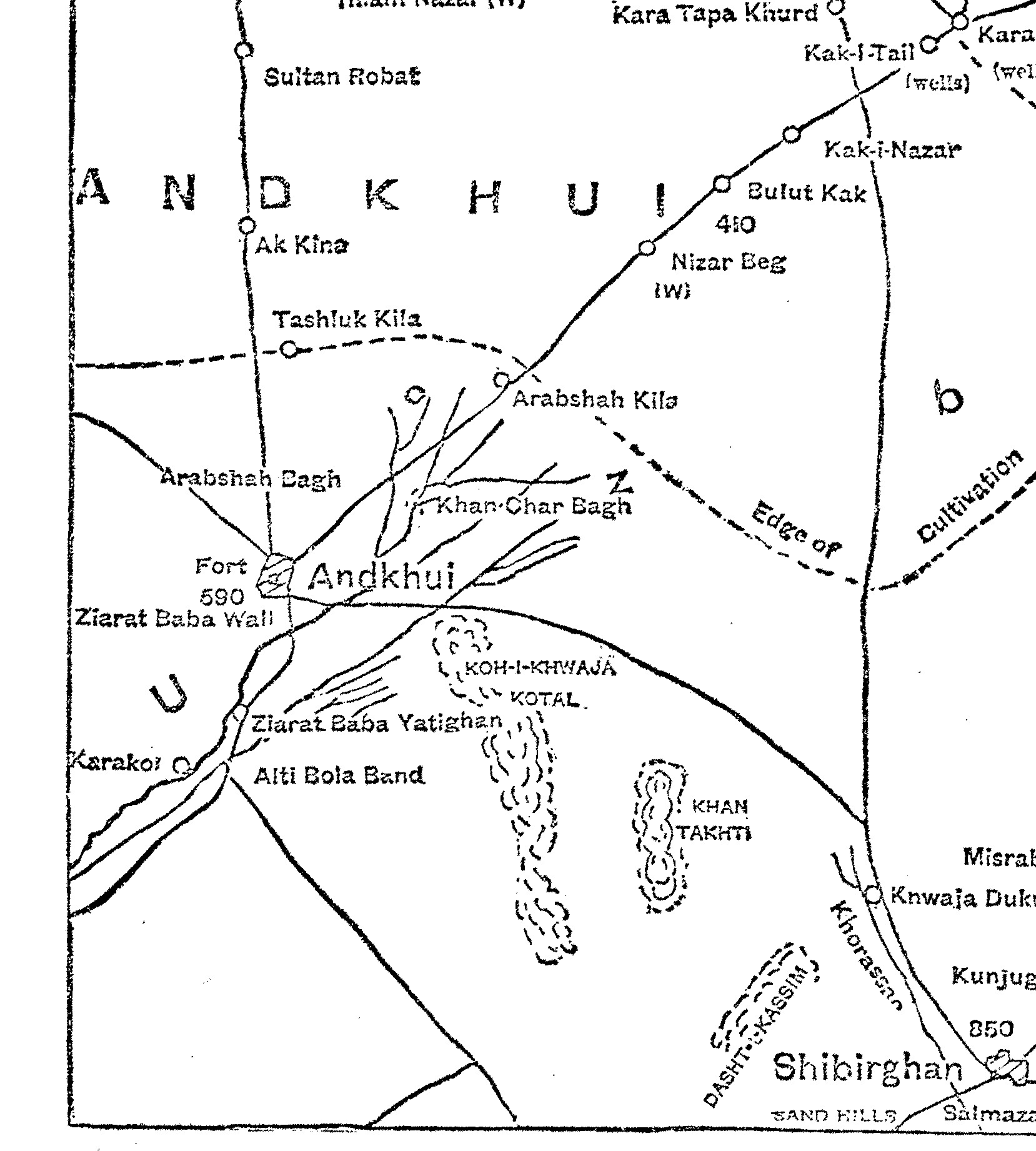
خريطة منطقة أندخوي لعام 1886

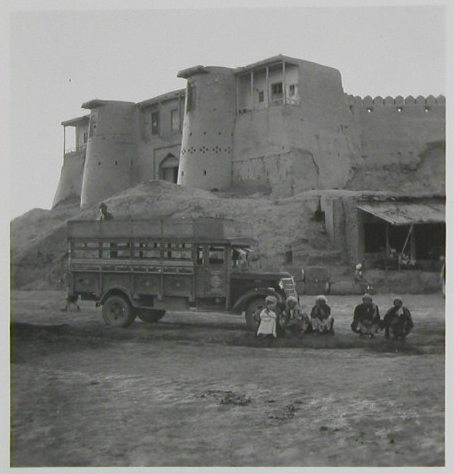
أندخوي في عام 1939

إن المنطقة التي تقع فيها أندخوي خصبة، ولكنها غير صحية بشكل كبير؛ حيث وصفها الفرس بأنها "جحيم حر على الأرض" بسبب رمالها الحارقة ومياهها المالحة والذباب والعقارب. ومع ذلك، فقد ورد أن أندخوي كانت تزرع البطيخ والرمان الجيدين حسب أحد مؤلفي منتصف القرن السابع عشر. وكانت المدينة تحتوي أيضًا على قلعة صغيرة، وسوق، ومستشفى، وكلية في ذلك الوقت.
تأسست المدينة على يد "روي أرجانز" وتقع بين النتوءات الشمالية لنهر باروباميزي [الإنجليزية] ونهر جيحون؛ وهي تقع على بعد 100 كم من مدينة رافائيل إلى الغرب من بلخ، على حافة الصحراء التركمانية. كانت المنطقة عبارة عن خانية مستقلة، يحكمها أفراد قبيلة أفشار من عام 1747 إلى عام 1880. في عام 1847، تعرضت المدينة للنهب على يد يار محمد خان، حاكم هرات، ولم تتعافى المدينة من ذلك أبدًا.
بدأت أعمال تجديد مدينة أندخوي في عام 1959، وخاصة في الأجزاء الشرقية من المدينة القديمة. تم تجديد الخطة الأصلية للبنية التحتية وتقليصها إلى نصف حجم التطورات التي ستتم. رفض أصحاب العقارات بيع أراضيهم لمزيد من التطوير، وبالتالي فشلت الخطة. وظلت البنية الأساسية ضعيفة؛ على سبيل المثال، في عام 1973 لم يكن سوى 13% من المنازل تتمتع بالقدرة على الوصول إلى الكهرباء، وخاصة في الليل. ويظل نقص مياه الشرب الصحية يشكل مشكلة كبرى. كانت المياه في الآبار التي يبلغ عمقها 15 مترًا مالحة وذات طعم سيئ للغاية، وكانت الخنادق لا تحتوي إلا على عشرين يومًا من المياه الجارية في الشهر. وللتغلب على هذا، تم إنشاء برك مياه لحفظ المياه للأيام السيئة القادمة كل شهر.

## طالع أيضًا
- معركة أندخود
- سيد بركة

## روابط خارجية
- "Andkhoy". Google Earth. مؤرشف من الأصل (3D visual) في 2025-02-22.
- گزارش نصیر شریفی از شهر زیبای اندخوی على يوتيوب
- VUSAF - Afghanistan-Schulen Union of Assistance For Schools in Afghanistan
- Rahmanqul 1956 - 2007, Regional Director in Andkhoi نسخة محفوظة 2023-01-06 على موقع واي باك مشين.